# RWTHextern
RWTHextern – Das Bürgerforum ist Teil des Dezernats Presse und Kommunikation, welches im Auftrag des Rektors der RWTH Aachen auf vielfältige Art und Weise eine Verbindung zwischen Wissenschaft und Forschung der RWTH und den Bürgern der Region herstellen möchte. Jedes Semester stellt RWTHextern ein Veranstaltungsprogramm zusammen, in dem Inhalte aus Wissenschaft, Forschung und Lehre der breiten Öffentlichkeit präsentiert werden.

## Organisation

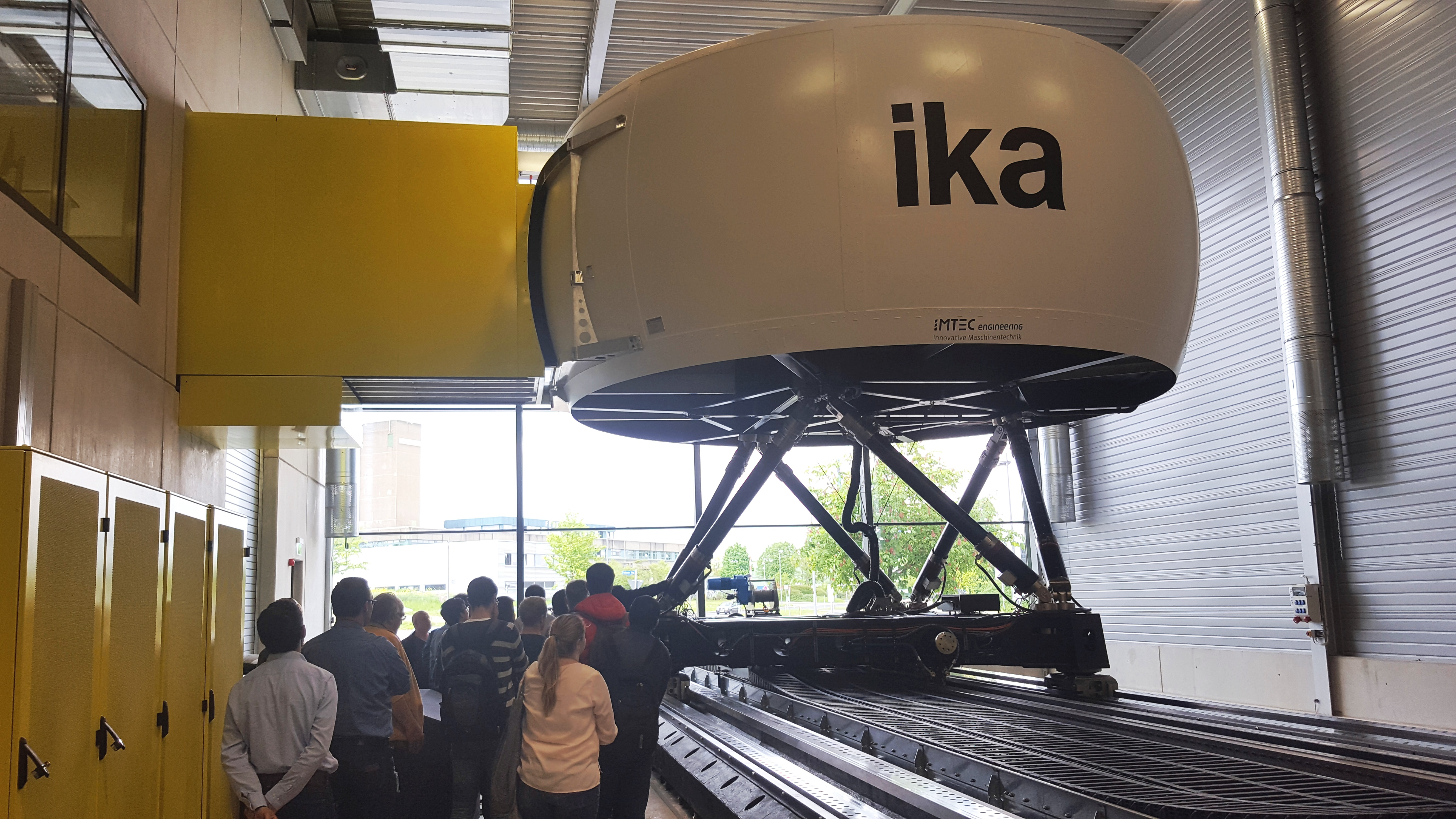
Besichtigung von Instituten bei Technik on Tour – Der hochdynamische Fahrsimulator im Institut für Kraftfahrzeuge Aachen (ika)

RWTHextern wurde 1921 als Außeninstitut der Technischen Hochschule gegründet mit der ursprünglichen Intention, den damaligen angehenden Ingenieuren einen kulturellen Blick über den Tellerrand zu ermöglichen.
Heutzutage bietet RWTHextern nun durch eine Vielzahl von Veranstaltungen, die sich an die gesamte Aachener und regionale Öffentlichkeit richten, die Möglichkeit, Einblicke in Wissenschaft und Forschung der RWTH zu bekommen. In dieser Weise soll das Bürgerforum eine wichtige Mittlerfunktion zwischen Hochschule, städtischem Umfeld und der Bürgerschaft der Region einnehmen.

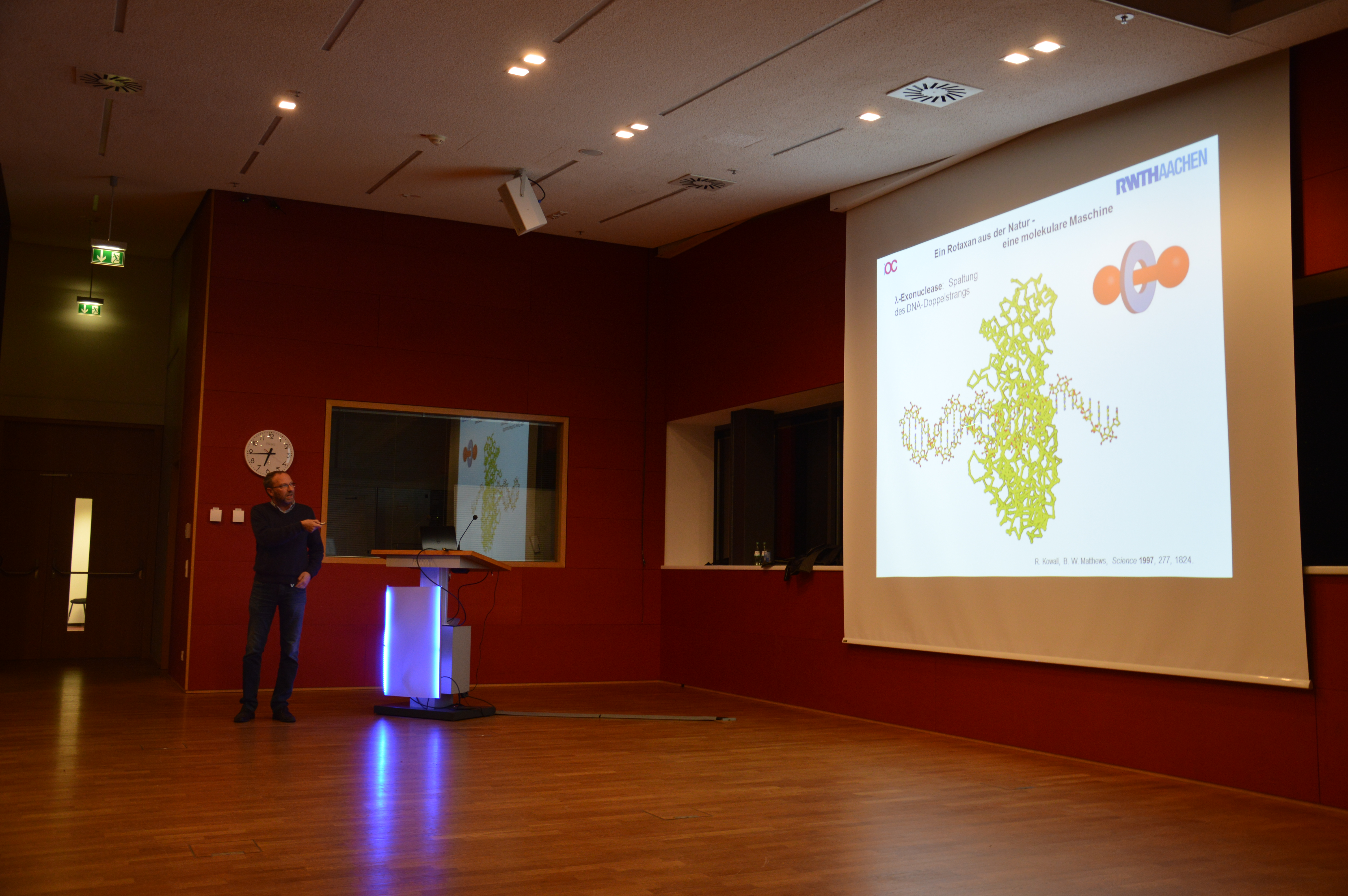
Reihe zu den Nobelpreisen in Chemie, Physik und Medizin an der RWTH

Bei den von RWTHextern organisierten Veranstaltungen handelt es sich u. a. um Podiumsdiskussionen, Institutsbesuche, Führungen über das Universitätsgelände, Konzerte, Autorenlesungen, Vorträge sowie Ausstellungen. Die Veranstaltungen werden häufig in Kooperation mit den verschiedenen Institutionen der Stadt Aachen organisiert.
Im Einzelnen bestehen folgende Veranstaltungsreihen:
- Entdeckungstouren, in denen ein Tourguide Interessierte über das Universitätsgelände führt und spannende Hintergründe über die Universität vermittelt,
- Kulturlabor, hierzu gehören Ausstellungen, Vorträge, Theatervorführungen, Konzerte und viele weitere kulturelle Events,
- Uni im Rathaus, eine Veranstaltungsreihe von Stadt und Hochschule, bei der hochaktuelle Themen und Streitfragen mit Experten kontrovers diskutiert werden,
- Im Fokus, bei der ein bestimmter spannender Themenschwerpunkt mit aktuellem Bezug behandelt wird,
- Technik on Tour, in der interessante Institute, Werkhallen und Labore der RWTH Aachen besichtigt werden können und moderne Technik hautnahbar erfahrbar wird,
- Ringvorlesungen, die eine Reihe von Vorträgen zu einem Forschungsthema beinhalten,
- Karlspreis an der RWTH, bei der die designierte Karlspreisträgerin bzw. der designierte Karlspreisträger am Vortag der Verleihung des Internationalen Karlspreises zu Aachen die RWTH besucht,
- LiteraTour, ein Format, in dem gefragte Autoren die Hochschule besuchen und ihre literarischen oder wissenschaftlichen Themen unterhaltsam dem Publikum präsentieren sowie
- Music LAB, eine Konzertreihe, bei der das Sinfonieorchester Aachen in den Werkhallen verschiedener Institute auftritt.